# Teoria degli atti linguistici
La teoria degli atti linguistici si basa sul presupposto che con un enunciato non si possa solo descrivere il contenuto o sostenerne la veridicità, ma che la maggior parte degli enunciati servano a compiere delle vere e proprie azioni in ambito comunicativo, per esercitare un particolare influsso sul mondo circostante.
L'anno di nascita della teoria degli atti linguistici nella filosofia analitica anglosassone può essere considerato il 1955, in cui John Langshaw Austin tenne una lezione all'Università di Harvard dal titolo How To Do Things With Words, che tuttavia fu pubblicata postuma nel 1962. Il vero responsabile della divulgazione della teoria degli atti linguistici è stato John Searle, che con il suo libro Speech acts del 1969 sistematizza in maniera più efficace sotto alcuni aspetti il pensiero di Austin, anche se modificandolo parzialmente.
Tuttavia, l'opera del fenomenologo Adolf Reinach Die apriorischen Grundlagen des bürgerlichen Rechtes già diede un trattamento sistematico degli atti sociali, inclusi gli atti linguistici, quasi 50 anni prima di John Austin. Il lavoro di Reinach si basò principalmente sulle analisi del significato fatte da Edmund Husserl nelle "Ricerche Logiche", ma anche sulle critiche di Johannes Daubert su di esse. Inoltre il suo collega ed amico Alexander Pfänder allo stesso tempo stava anche facendo ricerche su ordini, promesse e simili. A causa della morte prematura di Reinach (nel 1917) e delle due guerre mondiali, la sua teoria non arrivò ad ottenere il livello di fama e diffusione di cui la filosofia del linguaggio anglosassone gode oggigiorno.

## Definizione
Un atto linguistico consta di tre parti:
- Locuzione (struttura ed enunciato)
- Illocuzione (obiettivo, intenzione comunicativa)
- Perlocuzione (effetto dell'atto linguistico sull'interlocutore)

Ad esempio: con l'enunciato è tardi, ad una sola locuzione possono corrispondere diverse illocuzioni, ad esempio:
- La semplice intenzione di constatare qualcosa a titolo di informazione
- L'intenzione di invitare qualcuno a sbrigarsi
- L'intenzione di invitare qualcuno a non sforzarsi più.
- L'intenzione di comunicare che è giunto il momento di congedarsi.

L'effetto dell'atto linguistico può a sua volta essere diverso a seconda del contesto (risposta o meno da parte dell'interlocutore, azione non verbale o meno sempre da parte di chi ascolta, magari con suo dispiacere o con sua approvazione)
Gli atti linguistici (in riferimento alla parte illocutiva, dunque in base alle varie funzioni comunicative) possono essere suddivisi secondo John Rogers Searle in cinque classi.
| Tipo di illocuzione, e quindi di atto linguistico | Intenzione alla base dell'atto linguistico  | Spiegazioni                                                                                  |
| Rappresentativi/Assertivi                         | sostenere, comunicare, annunciare           | Il locutore formula un enunciato in base alle conoscenze e alle sue credenze.                |
| Direttivi                                         | pregare, ordinare, consigliare              | Il locutore vuole che l'interlocutore compia (o non compia) una certa azione.                |
| Commissivi                                        | promettere, accordare, offrire, minacciare  | Il locutore si impegna ad un'azione futura.                                                  |
| Espressivi                                        | ringraziare, salutare, augurare, denunciare | Il locutore esprime il suo orientamento psichico per stabilire e mantenere contatti sociali. |
| Dichiarativi                                      | nominare, rilasciare, battezzare            | Il locutore esercita un certo suo potere all'interno di un determinato ambito istituzionale. |

Un atto linguistico può essere diretto o indiretto. In un atto linguistico indiretto non si dice direttamente ciò che si intende dire. Così il parlante formula una domanda anche se intende ottenere una performance.

## Esempi
Un dialogo su un tram. Due persone sono sedute una accanto all´altra, la persona A di fianco al finestrino, la persona B di fianco al corridoio.
1. Dialogo:
Persona A: "Scusi, scende?"
Persona B: "No!, un momento." B si alza, e lascia passare A.
La persona B riconosce (quasi indipendentemente da quello che la persona A chiede), che A vuole scendere e agisce adeguatamente. La domanda può anche essere posta con un gesto. In ogni caso le persone coinvolte riconoscono il significato dell´atto linguistico.
2. Dialogo
Persona A: "Scusi, scende?"
Persona B: "Sì, ma c'è ancora tempo!" Entrambi restano ancora un po' a sedere mentre si trovano già nei pressi della fermata.
Poiché ci vuole poco tempo perché entrambi scendano tutti e due possono restare ancora un po' a sedere, finché A non ha nulla in contrario.
3. Dialogo:
Persona A: "Scusi, scende?"
Persona B: "No!" (resta a sedere) Questa forma dimostra che l'ascoltatore ha capito di dover dare una risposta ad una domanda sì/no.
La persona B si comporta (in queste condizioni) in maniera particolarmente inadeguata e scortese, anche se si tratta di una risposta corretta.
Le risposte nelle situazioni 1 e 2 sono corrette e adeguate, quella del dialogo 3 no. Gli atti linguistici sono più di un'acquisizione di conoscenza, contengono esortazioni o accordi per le azioni.

## La lamentela
È una forma specifica di atto linguistico espressivo, volta a comunicare la disapprovazione e il malcontento del parlante (di default, è espressa da una dichiarativa). 
A costituire una lamentela possono esserci numerosi elementi (articolati nei punti compositi che qui riferiamo):
a) la segnalazione del problema;
b) la richiesta della conferma sull'esistenza del problema, oltre che di spiegazioni, cui segue l'accettazione o il rifiuto delle stesse; 
c) l'indagine sul responsabile o sulla causa, e la loro individuazione (il rimprovero del responsabile, anche in maniera attenuata, può venire di conseguenza);
d) la segnalazione del valore di ciò che ha subito un danno, con la valutazione negativa del problema e l'esternazione di reazioni emotive negative;
e) la proposta di riparazione e la sua accettazione o rifiuto, perdonando o meno l'interlocutore;
f) la richiesta di un determinato comportamento per il futuro, e l'esternazione dei possibili effetti negativi derivanti da una reiterata condotta negativa;
g) la ripetizione del problema.